# Breguet 910
Le Breguet 910 était un projet de bombe planante, conçue en 1949 par les ingénieurs Georges Bruner et Jean Brocard de la Société anonyme des ateliers d’aviation Louis Breguet. Il mesurait 4,80 m de longueur et 4 m d'envergure. Chargé d'une tonne de mélinite, il devait pouvoir atteindre une vitesse de 800 km/h en étant largué à plus de 5 000 m d'altitude avec une portée de 50 km. 
Il présentait d'avoir la particularité d'avoir des ailes en béton précontraint
 pour lesquelles Eugène Freyssinet, ingénieur spécialiste des ponts et inventeur de ce matériau, avait été sollicité. Selon Jean Brocard et Georges Bruner, l'aile en béton qui passa avec succès les tests aéronautiques présentait l'avantage de temps de fabrication 3 à 5 fois plus rapide qu'une aile métallique suivant le nombre fabriqué avec seulement un poids supérieur de 15 %.
Le projet fut abandonné en 1954 à cause de problèmes du téléguidage.